# Adenoncos
Adenoncos – rodzaj roślin z rodziny storczykowatych (Orchidaceae). Obejmuje 18 gatunków występujących w Tajlandii, Wietnamie, Malezji, na Nowej Gwinei, Borneo i Sumatrze.

## Systematyka
Rodzaj sklasyfikowany do podplemienia Aeridinae w plemieniu Vandeae, podrodzina epidendronowe (‘’ Epidendroideae’’), rodzina storczykowate (Orchidaceae), rząd szparagowce (Asparagales) w obrębie roślin jednoliściennych.
Wykaz gatunków
- Adenoncos borneensis Schltr.
- Adenoncos buruensis J.J.Sm.
- Adenoncos celebica Schltr.
- Adenoncos elongata J.J.Sm.
- Adenoncos macrantha Schltr.
- Adenoncos major Ridl.
- Adenoncos nasonioides Schltr.
- Adenoncos papuana (Schltr.) Schltr.
- Adenoncos parviflora Ridl.
- Adenoncos quadrangularis Sulist.
- Adenoncos saccata J.J.Sm.
- Adenoncos suborbicularis Carr
- Adenoncos sumatrana J.J.Sm.
- Adenoncos triangularis Sulist.
- Adenoncos triloba Carr
- Adenoncos uniflora J.J.Sm.
- Adenoncos vesiculosa Carr
- Adenoncos virens Blume